# Brévands
Brévands era una comuna francesa situada en el departamento de Normandía, de la región de Mancha, que el uno de enero de 2017 pasó a ser una comuna delegada de la comuna nueva de Carentan-les-Marais.

## Demografía
| Gráfica de evolución demográfica de Brévands entre 1800 y 2014 |
|                                                                |

Los datos demográficos contemplados en este gráfico de la comuna de Brévands se han cogido de 1800 a 1999 de la página francesa EHESS/Cassini, y los demás datos de la página del INSEE.